# Schizofrenik (Star Trek: Nová generace)
Schizofrenik (v anglickém originále The Schizoid Man) je jedna z epizod druhé sezóny seriálu Star Trek: Nová generace, která byla v České republice při své premiéře odvysílána jako pátá v pořadí, zatímco ve Spojených státech jako šestá.

## Příběh
USS Enterprise D chvátá na planetu Gravesworld obydlenou postarším respektovaným vědcem Irou Gravesem. Své výzkumy provádí v soukromí a izolaci a jeho jedinou kolegyní je jeho mladá asistentka jménem Kareen Brianon. Enterprise zachytila její naléhavou žádost o zdravotní pomoc pro Gravese, a protože Graves pracuje na velmi důležitém výzkumu, Hvězdná flotila přiřkla jeho záchraně prioritu.
Během přibližování k planetě obdrží Enterprise další tísňové volání, tentokrát z nákladní lodě Constantinople. Kapitán Picard přistoupí k riskantnímu manévru, kdy narychlo opustí warp rychlost, bez zastavení lodi transportuje na planetu výsadek a opět přejde na warp směrem k nákladní lodi. Doktorka Katherine Pulaská zůstane na palubě, aby mohla pomáhat lidem na Constantinople, takže pošle místo sebe na planetu Selar, svou vulkánskou zdravotní asistentku. Zbytek výsadku tvoří komandér Dat, poradkyně Troi a Worf.
Zjistí, že Kareen požádala o pomoc za Gravesovými zády, protože on nemá rád lidi nebo doktory. Graves obdivuje Data a říká, že naučil Datova tvůrce Nooniena Soonga všechno, co věděl. Selar Gravese vyšetří a diagnostikuje nevyléčitelné stadium darnajské nemoci. Řekne, že nemůže už nic dělat a že mu dává tři týdny života.
Dat slyší od Gravese prastarou píseň, ve které naříká mechanický muž Tin Man, který chtěl být člověkem. Graves zmíní, že to musí být těžké, být tak blízko tomu být člověkem, ale nikdy nepoznat bolest, žárlivost, závist nebo touhu. Pak Datovi ukáže důmyslný počítač a informuje jej o svém plánu o nesmrtelnosti: Vyvinul způsob, jak přemístit své vědomí – veškeré vědomosti, myšlenky a vzpomínky – do robota. Pak řekne, že Dat nikdy nepozná smrt. Ten na to odpoví, že má vypínač a že své vypnutí srovnává se smrtí. Graves přemýšlí, kde mohl Soong takový vypínač umístit, a pak okamžitě dodá: „Ne, nech mě hádat.“
Později Dat informuje výsadek, že Graves právě zemřel v jeho rukách. Všichni se i s Kareen vrátí na Enterprise, která zamíří na jednu z hvězdných základen. V místnosti s transportérem se koná Gravesův pohřeb, při kterém je rakev s jeho tělem odevzdána vesmíru. Kapitán Picard řekne pár slov a vyzve ostatní, aby také něco řekli. Předstoupí Dat a pronese zdlouhavou nadsazenou chválu směrem ke Gravesovi. Řekne: „Znát ho znamenalo milovat ho. Milovat ho znamenalo znát ho. Všichni, kdo ho znali, ho milovali. A ti, kdo ho neznali, ho také milovali, ale z dálky.“ Picard jeho řeč přeruší, ukončí obřad a teleportuje rakev do vesmíru.
Wesley Crusher se zeptá Data na jeho projev. Ten odpoví, že Wesleyho dětinská mysl by nikdy moudrost této řeči nepochopila. Tento komentář uslyší komandér Riker a zeptá se Data, od kdy se dal na filozofii. Dostane se mu odpovědi, že je vědec, umělec, filozof, milovník, génius. Picard ukáže Kareen hvězdy a ta je okouzlena jejich krásou. Picard říká, že si je vědom jejího zájmu o vědu. Dat k tomu polohlasně utrousí poznámku: „A já vím o tvém zájmu k ní!“ Po dalších projevech nekázně a drzosti se ho Picard zeptá, zda funguje správně a pošle jej na technickou kontrolu.
Dat je podle všeho fyzicky v pořádku, a tak poradkyně Troi nabídne, že na něm provede test psychotronické stability, aby zjistila, zda nemá nějaký mentální problém. Pouští mu sérii snímků a zkoumá jeho emocionální odezvy na ně. O výsledcích pak informuje kapitána. Zjistí, že v Datovi se nacházejí dvě osobnosti. Dat, kterého znají, je rychle zatlačován do pozadí dominantní cizorodou osobností, která je nevyrovnaná, paranoidní a násilnická. Pokud by se to nepodařilo zastavit, mohli by ztratit Data, jak ho znají, navždy. Dalším poznatkem je, že ona cizí osobnost chová extrémní zášť vůči autoritám.
Dat / Graves vyzradí Kareen, kým doopravdy je, že přenesl do Data své vědomí a že jí nyní může vyznat lásku, jak vždycky chtěl. Teď je nesmrtelný. Slibuje, že pro ni udělá také tělo androida a že budou žít spolu navěky. Kareen je zděšena, protože chce žít normální život. To Gravese (Data) naštve a zmáčkne její ruce, čímž jí svou nadlidskou silou způsobí zranění.
Picard sleduje Gravese (Data) do strojovny. Řekne mu, že ví, kdo je a požádá jej, aby mu vrátil Data zpět. Poté nalézá Geordiho, jak leží v bezvědomí. Argumentuje, že Dat je unikátní a že Graves nemá žádné právo na jeho tělo. Také řekne, že tento experiment se pokazil, protože došlo ke zranění Geordiho a Kareen, a že musí být ukončen, než dojde k úhoně ještě více lidí. Graves (Dat) se naštve a udělá Picardovi totéž, co Geordimu. Pak si ale uvědomí pravdivost jeho slov.
Doktorka Pulaská Picarda probere, a ten spěchá, aby našel Data. Je nalezen ležící na podlaze uprostřed své kajuty. La Forge jej probudí a zjistí, že Graves jej opustil a že je to opět starý dobrý Dat. Kareen zase zjistí, že Graves přenesl do počítače Enterprise své znalosti, ale jeho vědomí a osobnost byly navždy ztraceny.